# Bài không tên
Các Bài không tên là một số các ca khúc của nhạc sĩ Vũ Thành An.
Năm 1965 Vũ Thành An viết bản "Tình khúc thứ nhất" để kỷ niệm một mối tình. Sau đó tiếp đến các "Bài không tên số 1", "2", "3", "4". Cuộc tình kéo dài được một năm thì chấm dứt, "Bài không tên cuối cùng" đánh dấu thời điểm đó. Sau "Bài không tên cuối cùng", Vũ Thành An quay lại viết các "Bài không tên số 5", "6", "7"... không theo một thứ tự nào.

## Danh sách các bài hát
Tổng cộng có khoảng 50 "Bài không tên" được ông viết trước năm 1995, trong số đó một vài bài vẫn mang một tên khác như là "Bài không tên số 11" là "Cuối dòng sông khô", "Bài không tên số 13" là "Tình xưa gái Huế", "Bài không tên số 37" là "Rưng rưng lệ", "Bài không tên số 40" là "Đời đá vàng", "Bài không tên số 41" là "Một thời phóng đãng"... Về sau Vũ Thành An còn sáng tiếp một số "Bài không tên" khác như "Bài không tên cuối cùng tiếp nối", "Không tên trở lại cuối cùng", "Không tên trở lại số 7", "Không tên tiếp nối số 28"...
Theo một lần phỏng vấn với nhạc sĩ, ông cho biết việc không đặt tên các bài hát là một dụng ý để thu hút sự chú ý của người nghe nhạc.
Đến năm 2015, sau một giai đoạn viết nhiều bài thánh ca, ông quay trở lại với những "Bài không tên".
Danh sách không đầy đủ:
| Thứ tự | Tên chính thức                    | Tên khác                              | Câu đầu | Ghi chú                                                                          |
| ------ | --------------------------------- | ------------------------------------- | --- | -------------------------------------------------------------------------------- |
| X      | Bài không tên không số            | Đưa em về                             | Nếu tan chiến cuộc anh rời bỏ chốn xa thành phố Rồi đưa em đi thăm làng mình... | Nhạc sĩ Dạ Cầm sáng tác lời mới từ Bài không tên không số cũ thành bài Đưa em về |
| X      | "Tình khúc thứ nhất"              |                                       | Tình vui theo gió mây trôi. Ý sầu mưa xuống đời Lệ rơi lấp mấy tuổi tôi. Mấy tuổi xa người Ngày thần tiên em bước lên ngôi...                                                                                   |                                                                                  |
| 1      | Bài không tên số 1                |                                       | Xin đời sống cho tôi mượn tiếng Xin cho cơn mê thêm dài một chuyến... |                                                                                  |
| 2      | Bài không tên số 2                |                                       | Lòng người như lá úa, trong cơn mưa chiều Nhiều cơn gió xoay xoay trong hồn, và cơn đau này vẫn còn đâỵ... |                                                                                  |
| 3      | Bài không tên số 3                |                                       | Yêu nhau cho nhau nụ cười, thương nhau cho nhau cuộc đời Mà đời đâu biết đợi, để tình nhân kết đôi... | lời 2 là Bài không tên số 3 trở lại                                              |
| 3+     | Bài không tên số 3 (trở lại)      |                                       | Yêu nhau cho nhau một lần, thương nhau cho nhau một lần Một lần thôi vĩnh biệt, một lần thôi mất nhau... |                                                                                  |
| 4      | Bài không tên số 4                |                                       | Khóc cho vơi đi những nhục hình, nói cho quên đi những tội tình Đời con gái cũng cần dĩ vãng, mà em tôi chỉ còn tương lai...                                                                                    |                                                                                  |
| 5      | Bài không tên số 5                |                                       | Quấn quýt vân vê tà áo, run run đôi môi mở chào Tiếng nói thơ dại ngày đó, bây giờ mộng đời bay cao... |                                                                                  |
| 6      | Bài không tên số 6                |                                       | Đêm nay gió xôn xao, ngoài kia đã vang lời mưa chào Chờ mộng ấp hơi nồng, tình lấp cho đầy hư không... | có lời 2                                                                         |
| 7      | Bài không tên số 7                |                                       | Một làn khói trắng, ru đời vào quên lãng Nâng sầu thành hơi ấm, hơ dịu tình đau... | lời 2 là Bài không tên số 7 trở lại                                              |
| 7+     | Bài không tên số 7 trở lại        |                                       | Dòng nhạc xa cũ, khơi lại niềm nhung nhớ, Ôi người yêu ta xưa, phiêu bạt nơi đâu... |                                                                                  |
| 8      | Bài không tên số 8                |                                       | Chiều thơm, du hồn người bềnh bồng Chiều không, im gọi người đợi mong... |                                                                                  |
| 9      | Bài không tên số 9                |                                       | Ngày đến mang tin buồn. Thời gian theo về nguồn Giọt nắng loe trong đầu. Bàn tay trơ đốt khâu... |                                                                                  |
| 10     | Bài không tên cuối cùng           | "Bài không tên số 10"                 | Nhớ em nhiều, nhưng chẳng nói, Nói ra nhiều cũng vậy thôi... | Lời 2 là Bài không tên cuối cùng trở lại                                         |
| 10+    | Bài không tên cuối cùng (trở lại) | "Bài không tên cuối cùng... tiếp nối" | Nhớ rất nhiều, câu chuyện đó, Ngỡ như là ngày hôm qua... |                                                                                  |
| 11     | Bài không tên số 11               | "Cuối dòng sông khô"                  | Em... thướt tha như một câu thơ, hắt hiu trong ngàn lời đêm chờ Ta... đời lỡ dòng sông khô, chờ uống lời em ru, lả giấc đời chiều thu...                                                                        |                                                                                  |
| 12     | Bài không tên số 12               | "Bên nhau chiều lộng gió"             | Chiều vàng dìu nhau trong gió. Rì rào hàng dương thương nhớ Thẫn thờ bàn chân lối mòn dấu ai xưa... |                                                                                  |
| 13     | Bài không tên số 13               | "Tình xưa gái Huế"                    | Một bóng dáng mảnh mai... Một mái tóc mềm ướt dài Thướt tha buông chảy. Gió chiều... thoáng ngất ngây... |                                                                                  |
| 14     | Bài không tên số 14               | "Đà Lạt Xanh"                         | Đà Lạt xanh trong... in dấu chân em hồng Đà Lạt nắng say... điểm tô thời con gái... |                                                                                  |
| 15     | Bài không tên số 15               |                                       | Ngày nào ta còn có nhau. Biết đâu mai sau đẹp xấu. Dòng đời vui buồn trôi mau. Thoáng đây đã bạc mái đầu... |                                                                                  |
| 16     | Bài không tên số 16               | "Chia tay"                            | Lời em nói vẫn như văng vẳng đâu đây. Giờ chia tay ưu tư chết lặng hàng cây... |                                                                                  |
| 17     | Bài không tên số 17               |                                       | Mười năm rút lại trong một giây. Tình yêu cố gìn đã vụt bay Tiếng nói phân bầy đã quá đầy, chỉ một thoáng mắt nhìn cũng nhiều...                                                                                |                                                                                  |
| 18     | Bài không tên số 18               |                                       | Em ngước nhìn trời xanh xanh thẳm tìm ngọn gió đong đưa tháng năm tung áo màu tình xuân thắm nồng thả lọn tóc vương tơ đợi mong...                                                                              |                                                                                  |
| 19     | Bài không tên số 19               | "Tôi muốn tìm một tình yêu lý tưởng"  | Tôi muốn tìm một tình yêu lý tưởng. Một tình yêu không bao giờ mất Lửa tình yêu không bao giờ tắt. Để được yêu vĩnh viễn thời gian...                                                                           |                                                                                  |
| 20     | Bài không tên số 20               |                                       | Cuộc tình ngày xưa, em quên chưa. Tưởng chừng còn đó... mây mưa Thoảng như trong gió.. đong đưa. Biết bao kỷ niệm... xa mờ...                                                                                   |                                                                                  |
| 21     | Bài không tên số 21               |                                       | Gặp gỡ... một hôm bất ngờ, tim ta... rung thêm lần nữa Tình yêu... dường như đã chìm xuống đã khơi lên cuồn cuộn... từ mắt em... long lanh...                                                                   |                                                                                  |
| 22     | Bài không tên số 22               | "Anh đành biến mất"                   | Nếu xa em là yêu em, anh cũng đành biến mất thôi Anh biến mất thôi, để trả lại em cuộc sống tự do Để trả lại em niềm vui đợi chờ - giấc mộng còn xanh mơ...                                                     |                                                                                  |
| 23     | Bài không tên số 23               | "Anh đã đi qua đây"                   | Ôm kín em trong tay, nhẹ như khói như mây. Tan loãng trong mông lung, tưởng chừng giữa không trung... |                                                                                  |
| 24     | Bài không tên số 24               |                                       | Trong tên em... đã có tên anh từ đầu. Thuở mẹ sinh... em đã có anh thẳm sâu. |                                                                                  |
| 25     | Bài không tên số 25               |                                       | Em không phải là người anh yêu nhất. Mà là người anh yêu duy nhất. Không ai cả.. ngoài em, không ai cả.. ngoài em. Được yêu em, tim anh dạt dào, không người nào... hạnh phúc hơn đâu...                        |                                                                                  |
| 26     | Bài không tên số 26               |                                       | Khi không muốn tình yêu cũng tới. Khi cố níu tình yêu vẫn đi. Anh muốn kéo thời gian ngưng lại. Tình đậm đà ấm áp bờ môi...                                                                                     |                                                                                  |
| 27     | Bài không tên số 27               |                                       | Em đan cho anh tấm áo, em xót xa em nghẹn ngào. Em thương anh em đan áo, nước mắt rơi rơi rạt rào. Em thương anh em đan áo, mặc ao đó xôn xao...                                                                |                                                                                  |
| 28     | Bài không tên số 28               | "Anh cảm ơn em"                       | Anh cảm ơn em những ngày vui Anh cảm ơn em mối tình si Thời gian ngỡ ngàng khỏa lấp đi Tuởng như vẫn còn tuổi xuân thì...                                                                                       |                                                                                  |
| 28 +   | Bài không tên tiếp nối 28         |                                       | |                                                                                  |
| 29     | Bài không tên số 29               | "Em là tặng phẩm của Trời"            | Nếu tặng phẩm chứng tỏ sự yêu thương thì quả thật thượng đế đã đoái hoài tới anh để tặng món quà vô cùng quý giá là Em cho anh. Em đã cho anh hạnh phúc, đã cho anh nhìn thấy nét đẹp tuyệt vời của cuộc đời... |                                                                                  |
| 30     | Bài không tên số 30               |                                       | Trong cơn mê anh gọi em ơi. Trong cơn mê anh sợ em hững hờ. Chẳng lẽ, chẳng lẽ.. em sớm quên cuộc tình đôi ta...                                                                                                |                                                                                  |
| 31     | Bài không tên số 31               |                                       | Vì mới yêu lần đầu Em ngại ngùng trong cánh tay người yêu Lời nào ngọt ngào quá em say Rồi biết bao điều lạ đã ửng hồng đôi gò má...                                                                            |                                                                                  |
| 32     | Bài không tên số 32               | "Vừa xa đã nhớ"                       | Vừa xa em anh đã nhớ vô cùng. Vừa chia tay tưởng như đã muôn trùng. Vầng trán rộng niềm thao thức mênh mông. Bạc mái tóc mối ưu tư trĩu nặng...                                                                 |                                                                                  |
| 33     | Bài không tên số 33               | "Từ lúc đó"                           | Từ lúc đó lung linh một thoáng hy vọng. Từ lúc đó lâng lâng rạng rỡ tâm hồn. Từ lúc đó không gian mông mênh chìm xuống. Được gói trọn khép kín trên đôi mi em...                                                |                                                                                  |
| 34     | Bài không tên số 34               |                                       | Mùa thu tới tình yêu cũng tới. Người yêu hỡi người yêu có thấu.. ta sầu... Yêu em từ phút giây đầu, yêu em dầy ấp biển sâu. Anh xin nhờ phép nhiệm mầu đổ xuống dạt dào ơn phước cho nhau...                    |                                                                                  |
| 35     | Bài không tên số 35               | "Một chuyến đi xa"                    | Một chuyến đi xa đưa tình ta lại gần. Một sớm mưa bay nuôi tình ta bền mãi. Một chuyến ra khơi rong buồm ta lướt tới. Thao thức không nguôi ngoai mong có ngày định lại...                                      |                                                                                  |
| 36     | Bài không tên số 36               | "Như lá nhớ rừng"                     | Ta quấn quanh vào những đam mê. Ta buộc ta vào những dây thề. Từng hạn kỳ loay hoay bước đi. Từng hạn kỳ loay hoay bước đi. Ta lần theo con dốc tình yêu...                                                     |                                                                                  |
| 37     | Bài không tên số 37               | "Rưng rưng lệ"                        | Rưng rưng lệ ướt mi, chênh vênh một bước đi, lang thang ngày tháng xuân thì. Đi đâu tìm kiếm chi, vui đâu được mấy khi, trăm năm đâu dài nữa...                                                                 |                                                                                  |
| 40     | Bài không tên số 40               | "Đời đá vàng"                         | Ta lần mò leo mãi không qua được vách sầu. Ta tìm một tiếng yêu thấy toàn là sầu đau. Ước vọng ngày thơ ấu chưa xin được chút nào. Suốt đời còn ước ao khát vọng còn cấu cào...                                 |                                                                                  |
| 41     | Bài không tên số 41               | "Một thời phóng đãng"                 | Một thời phóng đãng, một thời phiêu lãng, Một thời lãng đãng cùng trời mây... |                                                                                  |
| 42     | Bài không tên số 42               | "Dòng vẫn xoáy"                       | Dòng thời gian vần xoay nên tháng ngày, Chẳng đợi ai dù đôi ba phút giây... |                                                                                  |
| 50     | Bài không tên số 50               |                                       | Em bảo: "Anh đi đi", Sao anh không đứng lại? Em bảo: "Anh đừng đợi", Sao anh vội về ngay?... | Cảm hứng từ thơ Silva Kaputikian                                                 |
| 51     | Bài không tên số 51               | "Thương và Nhớ"                       | Thương và nhớ môi mềm đó hôm nào đã nâng ta lên trời Hơi nồng ấm ôm ghì xiết ta chợt biết thiên thu trong tay.                                                                                                  |                                                                                  |
| 52     | Bài không tên số 52               |                                       | |                                                                                  |
| 53     | Bài không tên số 53               |                                       | |                                                                                  |
| 54     | Bài không tên số 54               |                                       | |                                                                                  |
| 55     | Bài không tên số 55               |                                       | |                                                                                  |
| 56     | Bài không tên số 56               |                                       | |                                                                                  |
| 57     | Bài không tên số 57               |                                       | |                                                                                  |
| 58     | Bài không tên số 58               |                                       | |                                                                                  |
| 59     | Bài không tên số 59               |                                       | |                                                                                  |
| 60     | Bài không tên số 60               |                                       | |                                                                                  |
| 61     | Bài không tên số 61               |                                       | |                                                                                  |
| 62     | Bài không tên số 62               |                                       | |                                                                                  |
| 63     | Bài không tên số 63               |                                       | |                                                                                  |
| 64     | Bài không tên số 64               |                                       | |                                                                                  |
| 65     | Bài không tên số 65               |                                       | |                                                                                  |
| 66     | Bài không tên số 66               |                                       | |                                                                                  |
| 67     | Bài không tên số 67               |                                       | |                                                                                  |
| 68     | Bài không tên số 68               |                                       | Hôm nay em mặc áo mới ra đường tươi nở nụ cười. Quên đi chuyện buồn năm cũ, mừng lên Xuân vừa tới... |                                                                                  |
| 69     | Bài không tên số 69               |                                       | |                                                                                  |
| 70     | Bài không tên số 70               |                                       | |                                                                                  |
| 71     | Bài không tên số 71               | "Em không dám tham vọng"              | Em không dám tham vọng mà chỉ xin ước vọng làm đôi điều nhỏ bé tô đẹp giữa nhân gian... | Sáng tác năm 2018 theo ý thơ của Nguyễn Ngọc Châm                                |
| 72     | Bài không tên số 72               |                                       | |                                                                                  |
| 73     | Bài không tên số 73               |                                       | |                                                                                  |
| 74     | Bài không tên số 74               | "Khối tình xoay"                      | Ta vẫn còn đây ngày tháng này Dành tặng cho nhau mối tình thân... |                                                                                  |
| 75     | Bài không tên số 75               |                                       | |                                                                                  |
| 76     | Bài không tên số 76               |                                       | |                                                                                  |
| 77     | Bài không tên số 77               | "Chính em là giấc mơ của tôi"         | Chính em là giấc mơ của tôi Ôi thiên thần vương vấn miền hạ giới... |                                                                                  |
| 78     | Bài không tên số 78               |                                       | |                                                                                  |
| 79     | Bài không tên số 79               | "Những ngày tháng qua"                | Những ngày tháng qua như là giấc mơ. Giống một đóa hoa nay rực rỡ tươi mai tàn úa rồi... |                                                                                  |
| 80     | Bài không tên số 80               | "Em đã khóc hết nước mắt mình"        | Em đã khóc hết nước mắt mình tiễn cuộc tình bay theo gió cuốn... |                                                                                  |
| 81     | Bài không tên số 81               |                                       | |                                                                                  |
| 82     | Bài không tên số 82               |                                       | |                                                                                  |
| 83     | Bài không tên số 83               |                                       | |                                                                                  |
| 84     | Bài không tên số 84               | "Một thời theo gió đuổi mây"          | Một thời theo gió đuổi mây, Yêu ai yêu đến cuối đời... |                                                                                  |
| 85     | Bài không tên số 85               |                                       | |                                                                                  |
| 86     | Bài không tên số 86               | "Em đến rồi đi"                       | Em đến rồi đi, hoa thắm rồi phai xuân có còn đây cho tóc mềm rơi... |                                                                                  |
| 87     | Bài không tên số 87               | "Từ em ngây thơ"                      | Từ em ngây thơ ru nhớ tình tôi, Tìm quên chưa em mây trắng buồn tênh... |                                                                                  |
| 88     | Bài không tên số 88               | "Bao nhiêu năm một chuyện tình"       | Bao nhiêu năm một chuyện tình,"' Từ em ngây dại, từ ta thật thà... |                                                                                  |
| 89     | Bài không tên số 89               | "Tấm lòng tôi là một vườn hoa"        | Tấm lòng tôi là một vườn hoa Mẹ đã ươm những mầm Thiện Mỹ... | Thơ Đình Đại                                                                     |
| 90     | Bài không tên số 90               |                                       | |                                                                                  |
| 91     | Bài không tên số 91               | "Giai nhân"                           | |                                                                                  |
| 92     | Bài không tên số 92               |                                       | |                                                                                  |
| 93     | Bài không tên số 93               | "Thương còn nhớ"                      | Cất tình miền nhớ, dấu tình vào mắt Trời sầu chiều rớt thương hoa tàn... | Thơ Lê Viết Hoa                                                                  |
| 94     | Bài không tên số 94               | "Hà Nội tôi yêu trái tim khờ"         | Ngắm mầu thời gian buông xuống Gió mơn man chiều níu chiều..." |                                                                                  |
| 95     | Bài không tên số 95               |                                       | |                                                                                  |
| 96     | Bài không tên số 96               |                                       | |                                                                                  |
| 97     | Bài không tên số 97               |                                       | |                                                                                  |
| 98     | Bài không tên số 98               | "Mùa thu ngày ấy tìm nhau"            | |                                                                                  |
| 99     | Bài không tên số 99               |                                       | |                                                                                  |
| 100    | Bài không tên số 100              | "Muôn đời còn có nhau"                | Trời thương cho em dáng mơ xuân mộng Để cho em đi tô hồng cuộc sống... |                                                                                  |
| 101    | Bài không tên số 101              |                                       | |                                                                                  |
| 102    | Bài không tên số 102              |                                       | |                                                                                  |
| 103    | Bài không tên số 103              | "Chúa cho con thời gian"              | Chúa cho con thời gian để dựng xây Nước Trời. Chúa cho con làm người để trở nên giống chúa... |                                                                                  |
| 104    | Bài không tên số 104              | "Em kiêu hãnh được làm đàn bà"        | Em kiêu hãnh được làm đàn bà trong khôn cùng êm dịu đớn đau, Thế giới loài mẫu đơn khi sinh nở, thế giới của thấp hèn xấu xa...                                                                                 | Thơ Trầm Hương                                                                   |
| 105    | Bài không tên số 105              |                                       | |                                                                                  |
| 106    | Bài không tên số 106              |                                       | |                                                                                  |
| 107    | Bài không tên số 107              |                                       | |                                                                                  |
| 108    | Bài không tên số 108              |                                       | |                                                                                  |
| 109    | Bài không tên số 109              |                                       | |                                                                                  |
| 110    | Bài không tên số 110              |                                       | |                                                                                  |
| 111    | Bài không tên số 111              |                                       | |                                                                                  |
| 112    | Bài không tên số 112              |                                       | Thiếu một nửa tôi đi tìm một nửa Một nửa nắng vàng, một nửa mưa bay... |                                                                                  |